# Ryōsuke Kijima
Ryōsuke Kijima (jap. 木島 良輔, Kijima Ryōsuke; * 29. Mai 1979 in der Präfektur Chiba) ist ein ehemaliger japanischer Fußballspieler.

## Karriere
Kijima erlernte das Fußballspielen in der Schulmannschaft der Teikyo High School. Seinen ersten Vertrag unterschrieb er 1998 bei den Yokohama Marinos (heute: Yokohama F. Marinos). Der Verein spielte in der höchsten Liga des Landes, der J1 League. 2001 gewann er mit dem Verein den J.League Cup. Für den Verein absolvierte er 32 Erstligaspiele. 2002 wechselte er zum Zweitligisten Ōita Trinita. 2002 wurde er mit dem Verein Meister der J2 League und stieg in die J1 League auf. Für den Verein absolvierte er 47 Spiele. 2006 wechselte er zum Zweitligisten Tokyo Verdy. 2008 wechselte er zum Ligakonkurrenten Roasso Kumamoto. Für den Verein absolvierte er 74 Spiele. 2010 wechselte er zum Drittligisten FC Machida Zelvia. Für den Verein absolvierte er 31 Spiele. 2011 wechselte er zum Ligakonkurrenten Matsumoto Yamaga FC. Am Ende der Saison 2011 stieg der Verein in die J2 League auf. Für den Verein absolvierte er 31 Spiele. Im August 2012 wechselte er zum Ligakonkurrenten Tokyo Verdy. 2013 wechselte er zum Drittligisten Kamatamare Sanuki. 2013 wurde er mit dem Verein Vizemeister der Japan Football League und stieg in die J2 League auf. Für den Verein absolvierte er 109 Spiele. Danach spielte er bei den FC Maruyasu Okazaki (2018) und Kamatamare Sanuki (2019). Ende 2019 beendete er seine Karriere als Fußballspieler.

## Erfolge
Yokohama F. Marinos
- J1 League

Vizemeister: 2000, 2002
- J.League Cup

Sieger: 2001